# Coxhoe Hall
Coxhoe Hall es una casa de campo de Coxhoe, Condado de Durham, Inglaterra.
Era un edificio de cinco pisos de c. 1725, construido para John Burdon, en el sitio de una casa Tudor. Esta sencilla residencia clásica recibió más tarde un acabado gótico, con almenas y ventanas ojivales. La poeta Elizabeth Barrett Browning pasó allí su primera infancia.
La casa medieval anterior perteneció a la familia Blakiston desde c.1400 a 1600, y luego a los Kennet y los condes de Seaforth. John Burdon, responsable de la reconstrucción de la casa, también creó los jardines paisajísticos en Hardwick Hall, cerca de Sedgefield. Fue comprada por East Hetton Colliery Company en 1938 y se usó para albergar prisioneros de guerra italianos y alemanes en la Segunda Guerra Mundial. Fue condenada como insegura por la Junta Nacional del Carbón y demolida en 1956, dejando aún visible la planta y el patio de servicio. Los sótanos ahora están llenos de escombros y parecen contener mucho trabajo de yeso decorativo de la estructura demolida. Los postes de la entrada y la puerta aún permanecen, al igual que un jardín amurallado al noreste que ahora está muy cubierto.